# テイク・テン
テイク・テン（Take Ten）は1972年11月27日に発表されたジャズアルバムで、アルト・サックス奏者ポール・デスモンドによるもの。
このアルバムには同名の曲「Take Ten」も収録されている。ポール・デスモンドが作曲したジャズの代表曲の一つで、1959年に発表されたテイク・ファイヴ(Take Five）の続編である。アルバム「スカイラーク（Skylark）」にも収録されている。

## 収録曲
レコード盤

### SIDE 1
1. Take Ten
2. El Prince
3. Alone Together
4. Embarcadero

### SIDE 2
1. Theme from “Black Orpheus”
2. Nancy
3. Samba De Orpheu
4. The One I Love(Belongs to Somebody Else)

### 正規CD収録曲
1. Out of Nowhere
2. Embarcedero (別テイク)
3. El Prince (別テイク)

## 演奏メンバー
- ポール・デスモンドPaul Desmond （アルト・サックス）
- ジム・ホールJim Hall （ギター）
- ジーン・ライトEngene Wright （ベース）
- コニー・ケイConnie Kay （ドラムス）